# Washington (New York)
Washington ist eine Gemeinde im US-Bundesstaat New York. Sie liegt in der Mitte des Dutchess County nordöstlich von der Kreisstadt Poughkeepsie. Das U.S. Census Bureau hat bei der Volkszählung 2020 eine Einwohnerzahl von 4.522 auf einer Fläche von 152,5 km² ermittelt.
Washington wurde 1788 gegründet.
Zu den Sehenswürdigkeiten der Gemeinde zählen die historischen Häuser The Thorndale Estate und Nine Partners Meeting House. Zu den berühmten Einwohnern der Gemeinde zählen die Schauspieler Mary Tyler Moore, Liam Neeson und Natasha Richardson.